# Сървър
Сървър (на английски: server) e термин, който има две тясно свързани значения:
- Сървърът е компютърна програма, която предоставя услуги на други програми, наречени в този контекст клиентски софтуер (Client). Сървърът стартира като услуга, която обслужва заявки на други програми („клиенти“), които могат, а могат и да не бъдат стартирани на същия компютър.
- Сървърът е също така компютър, стартиращ сървърен софтуер и предоставящ една или повече услуги (като например хост)[1] на други компютри в същата мрежа. В повечето случаи хардуерните изисквания към този компютър са по-високи от изискванията към хардуера на стандартния настолен компютър, който не функционира като сървър. В допълнение, може да има специални изисквания за архивиране и др.

- Днес този термин се използва най-вече за завършени компютърни системи. Една такава софтуерна/хардуерна система представлява софтуерна услуга, стартираща на специално предназначен за нея компютър. Това са например сървър база данни, файлов сървър, mail сървър или print сървър.

Сървърният софтуер се характеризира с това, че работи на базата на приложение, което слуша за заявки (request) и връща отговор (response), като и двете операции са по предварително зададен протокол. Тъй като заявката може да пристигне по всяко време, сървърният софтуер е постоянно стартиран, чакайки за заявка, за разлика от клиентски софтуер, при който потребителят слага край с последната използвана операция.
Сървърът е компютър, който работи съвместно с други компютри в компютърна мрежа. При комуникацията сървърът предоставя услуги към останалите компютри, наричани клиенти. Терминът „сървър“ е пряко свързван с модела за обслужване (наричан още мрежова архитектура) клиент-сървър, който представлява антипод на модела P2P (peer-to-peer, равен към равен).
Най-често използваните от потребителите сървърни приложения са:
- Пощенски сървър (email server, например sendmail)
- Уеб сървър (web server, например Apache)
- Сървър за управление имената на домейните (DNS сървър - сървър, който преобразува името на хоста (HostName) в уеб адрес (IP адрес, например BIND).)
- Сървър за база от данни (database server, например Microsoft SQL Server)
- Файлов сървър (file server, например FTP, SSH, или NFS)
- Сървър за приложения (application server, предоставящ различни приложения и обслужващ клиенти, например чрез XML)
- Прокси сървър - действа като посредник за исканите от клиентите ресурси/услуги от други сървъри. Клиентът се свързва с прокси сървър, като изисква някои услуги, като пример: файл, връзка, уеб страница, или други ресурси, достъпни от друг сървър. Прокси сървърът проверява заявката в съответствие със зададени правила за филтриране. Той дефакто скрива стоящите зад него компютри.
- Медиен сървър (media server, специализиран компютърен уред (хардуер с фърмуер) или специализиран приложен софтуер на сървър приложения, вариращи от клас професионални машини до клас домашен масив-памет за съдържание, обикновено видео по заявка VoD)
- Активна директория - услуга за управление на мрежови ресурси, заложена в основата на Microsoft Windows. Технологията на АД е базирана на стандартни интернет протоколи и определя съответствието между имена на хостове и адреси, като използва DNS и организира група от компютри в Windows домейн.

## Галерия
|                                 |
| Сървърна решетка, гледана отзад |

|                               |
| Сървъри на Фондация Уикимедия |

|                                              |
| Сървъри на Фондация Уикимедия, гледани отзад |

|                                              |
| Сървъри на Фондация Уикимедия, гледани отзад |